# Neocorynura rubida
Neocorynura rubida là một loài Hymenoptera trong họ Halictidae. Loài này được Smith-Pardo mô tả khoa học năm 2005.